# Andouillette
L'andouillette è un prodotto della salumeria francese la cui definizione è stata a lungo, nel tempo, variabile. Insaccato di forma cilindrica e di lunghezza variabile, ai nostri giorni è in gran parte elaborata partendo da componenti dell'apparato digerente del maiale. Essa tuttavia può essere costituita, in tutto o in parte, da elementi di vitello, l'intestino tenue; l'utilizzazione del mesentere di vitello, vietata per una quindicina di anni, è stata autorizzata in Francia dal 2015.
L'andouillette, che viene commercializzata cotta salvo rarissime eccezioni, obbligatoriamente citate, deve il suo sapore alla materia prima, scrupolosamente nettata, ma anche alle erbe aromatizzanti, alle spezie, ai condimenti, ai vini o ad altri alcolici dosati secondo ricetta. I suoi gusto e odore, talvolta molto forti, possono sorprendere. La sua produzione e commercializzazione al di fuori della Francia sono marginali.
Le andouillette non sono mai affumicate, a differenza dell'andouille. Esse sono talvolta presentate in una ricopertura, pangrattato, gelatina, strutto, grasso di vitello.
Ve ne sono numerose denominazioni e denominazioni d'origine, legate al luogo di produzione e agli ingredienti che entrano nella sua composizione. L'andouillette non beneficia né dell'Indicazione geografica protetta (IGP), né della "Denominazione d'Origine controllata" (AOC in Francia), ma dal 2016 ha diritto a un'Etichetta Rossa, abbastanza contrassegnante, che può rivendicare al momento.

## Storia ed evoluzione
Il sostantivo andouillette entra nel linguaggio del medioevo come diminutivo di andouille.
Il termine designa delle "piccole andouille", elaborazioni culinarie destinate alla guarnizione quasi decorativa dei piatti (vedi L'Art de bien traiter del metodico e anonimo L.S.R., comparso nel 1674, citato da Philippe Gillet in Le Goût et les Mots, Littérature et gastronomie, 14e-20e siècle.
Non compare in alcun manoscritto del Ménagier de Paris (verso il 1393), nel quale l'autore descrive in dettaglio le andouille (andoulles) «…fatte con le budella terminali e altre grosse budella, nelle quali si inseriscono altre budella».
Il Dictionnaire Larousse étymologique et historique du français, che cita l'andouillette nella voce andouille e indica la sua comparsa nel XV secolo. Esso rammenta che il termine andouille proviene dal latino popolare inductile (ciò che si introduce), da inducere, cioè introdurre.
Il Dictionnaire de l'Académie française, nella sua nona edizione, indica parimenti che il termine era stato menzionato nel XV secolo.
Il dictionnaire Le Robert non risale oltre il 1680, anno della comparsa del primo dizionario francese, quello di César-Pierre Richelet, che parla di una carne di vitello tritata e arrotolata ordinariamente in ovale.
Le Robert historique, oltre al 1680, indica come prima attestazione il 1451, «come nome proprio, andoilette»
Nella Storia naturale e morale della nutrizione, comparsa nel 1987, Maguelonne Toussaint-Samat suppone, senza citare riferimenti: 
(Maguelonne Toussaint-Samat, Histoire naturelle et morale de la nourriture, 1987)
Ella non precisa quale accezione dà alla parola andouillette.
Jean-François Decraene ricorda le «andouillettes de Sainte-Savine» nel Le Tour de France par un gourmand: «La tradizione dell'andouillette si perpetua dai tempi dei Galli che la preparavano (sic) affumicata farcendo l'intestino del maiale, tritato finemente... »

## Prima, soprattutto il vitello; oggi, soprattutto il maiale

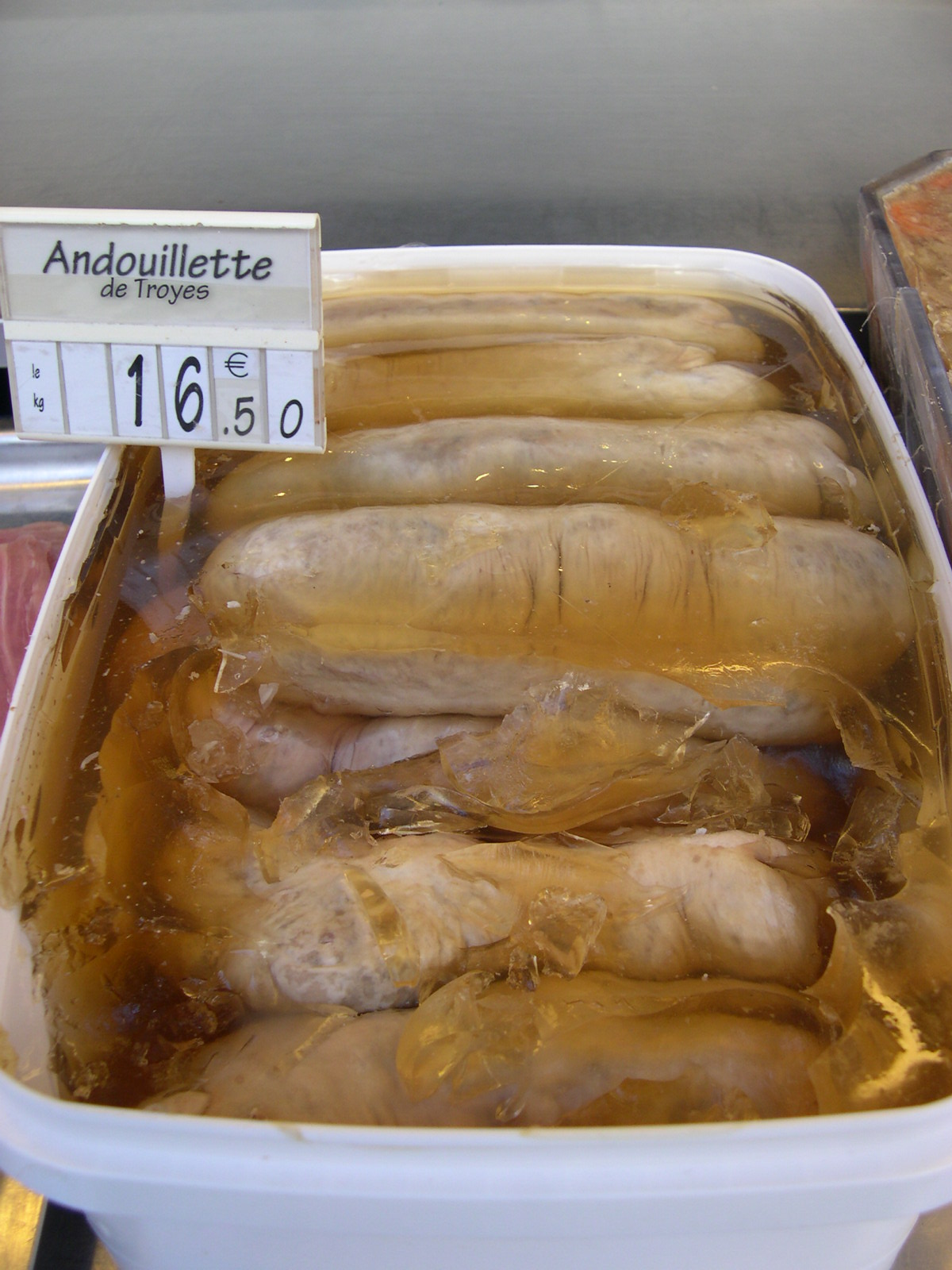
Andouillette de Troyes presentata in gelatina (prezzo esposto nel 2008). Vuoi per mancanza di spazio nell'etichetta, vuoi perché non è stata preparata nell'Aube o al confine di questo dipartimento, non vi è la dizione Véritable (ciò che obbligherebbe all'indicazione della località di produzione).

La composizione delle saucisse (salsicce) e delle petite andouille (piccole andouille), chiamate familiarmente andouillette, fu a lungo molto variabile e poco regolamentata.
Nulla attesta, prima del XIX secolo, che vi fossero in vendita correntemente prodotti specifici sotto questo nome e i dizionari indicarono a lungo che il termine significava "piccole andouille", senza entrare in dettaglio.
Sono esistite, o coesistite, diverse ricette di prodotti di macelleria o tripperia, le cui differenze consistevano principalmente nella scelta della materia prima: elementi diversi di vitello (una volta privilegiato) e/o di maiale, essendo stata a lungo normale la loro mescolanza.
La salumeria di certe regioni della Francia, in particolare il Cambrésis e il lionese-Beaujolais, utilizzavano più abitualmente, talvolta esclusivamente, elementi di vitello, ma la rete di vitello fu vietata per motivi sanitari dalla fine degli anni novanta fino all'estate del 2015.
Il maiale prevale da almeno un secolo, con le andouillette, dette "di Troyes" (citate dalla metà del XIX secolo) e con prodotti similari, oggi i più diffusi.
Queste andouillette sono all'occasione presentate come « tradizionali » o « all'antica ». Questi qualificativi a lungo imprecisi, importanti per il marketing ma privi di fondamento storico verificabile, corrispondono a certe norme riguardanti le materie prime, la cottura, gli additivi autorizzati.
L'aspetto dell'elaborazione finita, secondo le salumerie, differenzia le regioni e i periodi; il formato, il peso, la presentazione, rimangono diverse ai nostri giorni. Una stessa salumeria, artigiana o (soprattutto) industriale, può proporre molteplici prodotti corrispondenti alla denominazione per la vendita come andouillette.
Le andouillette presentate, talvolta abusivamente o ingenuamente, come "specialità locali", si sono, di fatto, nel corso dei tempi, evolute nella loro composizione, certe sono del tutto scomparse. Quelle di Villers-Cotterêts, abbondantemente citate dai giornalisti e autori di testi gastronomici, non hanno avuto che una reputazione letteraria, grazie ad Alessandro Dumas padre e non corrispondono ad alcuna realtà memorabile: egli le citò molto brevemente nel suo Grand Dictionnaire de cuisine, come un lontanissimo ricordo dell'adolescenza, senza neppure tentare di descriverne il sapore.

### L'andouilletteattuale

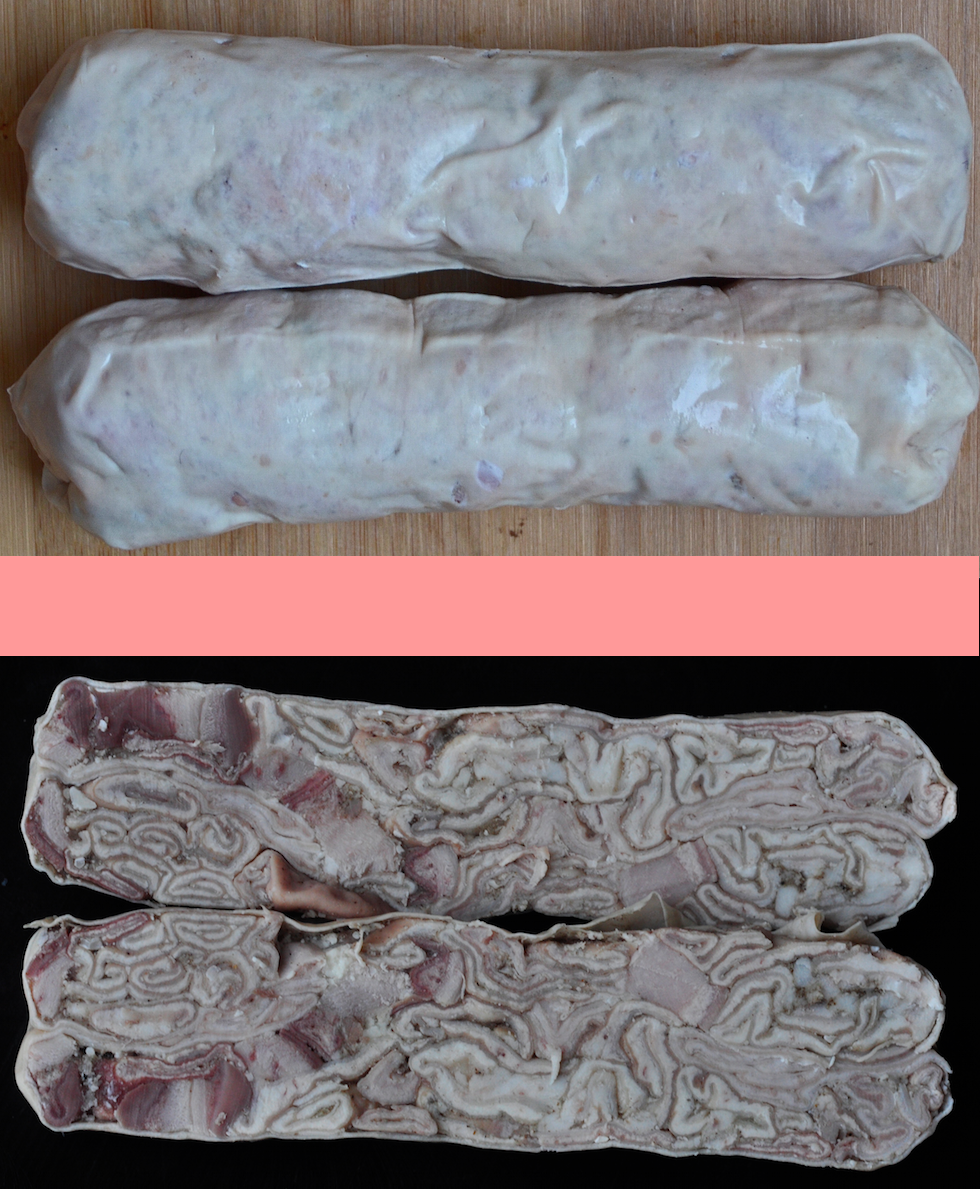
Andouillette di Troyes (probabilmente tirate con lo spago), intere e tagliate trasversalmente per mostrarne la struttura. Opera manuale di salumiere (C.T., Sainte-Savine): se ne possono insaccare così meccanicamente, in serie.

L'elaborazione denominata andouillette fu meglio definita con il decreto del 15 aprile 1912, emesso in applicazione della legge del 1º agosto 1905 sulla repressione delle frodi. Esso enunciò, in modo molto generale: 
(Estratto dal decreto del 15 aprile 1912)
 L'andouillette completamente di trippa di vitello, benché tradizionale qui e a quell'epoca, fu passata sotto silenzio.
Il Code des usages de la charcuterie (Codice della salumeria) francese, repertorio aggiornato molto regolarmente, definisce e dettaglia le ricette (materia prima, ingredienti). Si tratta di un riferimento importante, stabilito dalle organizzazioni professionali in conformità alla legislazione, ma la sua evoluzione a livello europeo e francese dev'essere continuamente seguita dagli operatori, artigiani o industriali. L'ultima modifica importante riguardante l'andouillette, si riferisce agli elementi provenienti da vitelli (la rete, autorizzata dopo un lungo periodo di divieto, cosa che ha riguardato in particolare le andouillette dette "lionese" e "di Cambrai", come quella di Rouen, citata in seguito.)

### Dal 2015, il ritorno della rete di vitello
L'epidemia animale della BSE, la malattia detta della "mucca pazza", costrinse a vietare i cibi a base di rete di vitello, utilizzata comunemente come cibo in molte regioni.
Ciò comportò per una quindicina di anni la scomparsa, o l'adattamento, di tradizioni ben stabilite: le salumerie, artigiane o industriali, che si erano specializzate nell'utilizzo di questa materia prima, si trovarono brutalmente costrette a convertirsi alla trippa di maiale. Il ventre del vitello, rimasto tuttavia autorizzato, funse con l'occasione, come integratore.
L'interdizione fu tolta nel 2015. Le riserve riguardanti la rete o mesentere (ripiegamento della membrana grassa che avviluppa l'intestino tenue, inizialmente d'interesse minore) sono scomparse, essendo stata ritenuta la Francia un paese a rischio trascurabile riguardo alla BSE dal 4 agosto 2015: la constatazione favorevole dell'Organizzazione mondiale della sanità animale comportò la decisione della Commissione europea
Le definizioni di mesentere sono cambiate dal Dictionnaire universel di Furetière (1690) e il Nouveau vocabulaire français del De Wailly (anni 1820): vi era, in origine, una confusione totale tra la rete (l'intestino animale, nel significato attuale) e ciò che lo contorna, lo protegge.
L'autorizzazione ha consentito, dall'agosto 2015, la riproposta in vendita dell'andouillette lyonnaise "tradizionale" (rete di vitello o, eventualmente, di vitello e maiale), così come quella di Cambrai (pura rete di vitello, sotto custodia di maiale o manzo). Meno nota, è stata ugualmente riproposta l'andouillette di Rouen.

### Denominazioni particolari, citazioni diverse, etichetta rossa
Il Code des usages de la charcuterie, de la salaison et des conserves de viande (Codice d'uso della salumeria, della salatura e della conservazione delle carni), al capitolo 10.4, Andouillette supérieure, definisce più dettagliatamente sette denominazioni specifiche (edizione rivista del Codice, inizio 2016):
- Andouillette de Troyes  (A. di Troyes)
- Andouillette de Jargeau
- Andouillette provençale (A. provenzale)
- Andouillette de Cambrai (A. di Cambrai)
- Andouillette lyonnaise (A. di Lione)
- Andouillette du Périgord
- Andouillette à la rouennaise (A. alla moda della zona di Rouen).

L'indicazione "pura", seguita dal nome di una specie animale, non può essere riportata che per le andouillette costituite da materia proveniente da una sola specie animale, maiale o vitello.
L'"etichetta rossa" Andouillette supérieure pur porc (Andouillette superiore di puro suino) è stata ufficializzata nel novembre 2016. Essa impone il rispetto di un disciplinare controllato regolarmente da un organo certificatore indipendente
.
Questa etichetta, che ha avuto inizio nel 2017, è stata fino ad ora esposta solo da un operatore normanno. Secondo l'Institut du porc: «In termini di qualità questa andouillette si distingue grazie a criteri precisi: utilizzazione di carni (stomaco e intestino di maiale completi) di maiale esclusivamente Etichetta rossa, divieto di ricorso al tritatutto per il taglio [...] Essa è cotta in un brodo di verdure e di piante aromatiche per almeno sette ore. Questa lenta cottura favorisce la conservazione dei sapori e la buona coesione dei pezzi durante il loro raffreddamento [...]. »

## In tavola

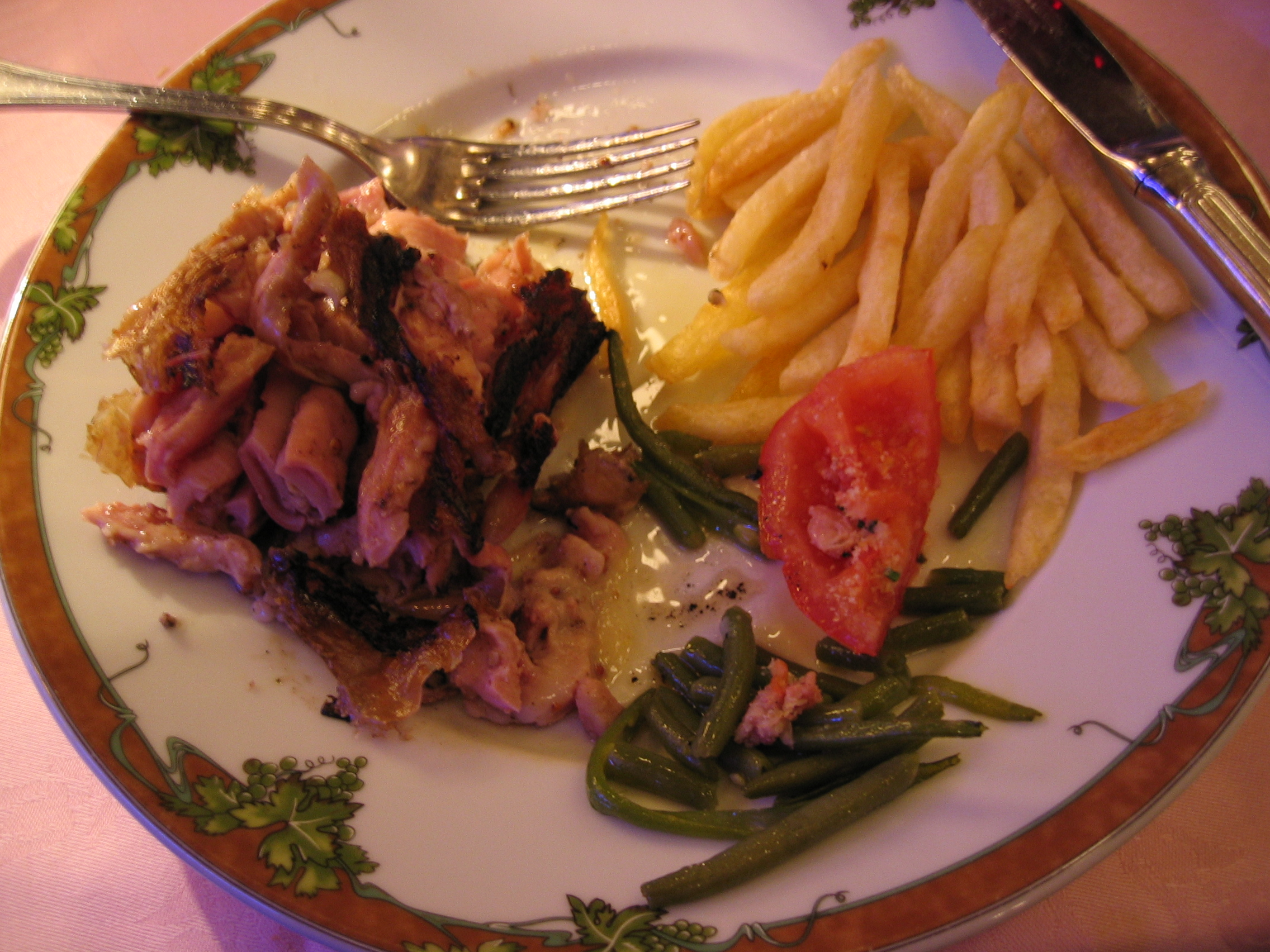
Andouillette calda servita con patate fritte e fagiolini verdi.

I modi di preparazione dell'andouillette, acquistata dal consumatore già cotta, sono molteplici: può essere grigliata (spesso al barbecue), fritta in padella, passata al forno, cotta sulla piastra.
L'andouillette si accompagna bene a molti vini rossi poco tannici e dissetanti, ma anche con bianchi secchi.
Anche il sidro (di mele o di pere) si accompagna bene all'andouillette.